# Wistoria: Wand and Sword
Wistoria: Wand and Sword (яп. 杖と剣のウィストリア, Tsue to Tsurugi no Uisutoria) — манґа, написана Фудзіно Оморі та проілюстрована Тосі Аої. Серіалізація розпочалася в сьонен-журналі Bessatsu Shōnen Magazine від Kodansha у грудні 2020 року, а станом на листопад 2024 року глави були зібрані в 11 томів танкобонів.
Сюжет розповідає про хлопця, який, здавалося б, не має жодного таланту до магії, але пробивається вгору в магічному закладі в країні, де майстерність у магії вважається абсолютною силою. Озброєний лише своїми навичками фехтування, він прагне возз'єднатися зі своєю подругою дитинства — геніальною чарівницею.
Аніме-адаптація від студій Actas і Bandai Namco Pictures виходила з липня по вересень 2024 року. Було анонсовано другий сезон, який запланований на 2026 рік.

## Сюжет
Сотні років тому загарбники з небес спустошили землю й ледь не знищили світ. Щоб відбити напад, п'ятеро магів об'єдналися та створили могутній бар'єр, який відвернув загрозу. Вони здійснили цей ритуал на вершині велетенської вежі «Мерседес Кауліс», ставши першими, кого назвали «Вандерами».
Магічна академія Рігарден займається підготовкою магів, зокрема тих, хто достатньо сильний, щоб стати вандером і продовжити справу підтримання бар'єра, що захищає королівство.
Вілл Серфорт — студент Рігардену, який поклявся стати настільки могутнім магом, щоб його прийняли до Мерседес Кауліс і возз'єднатися зі своєю подругою дитинства — Елфарією Альбіс Серфорт, наймолодшою магинею, що коли-небудь ставала вандеркою. Однак у Вілла взагалі немає здібностей до магії. Йому вдалося досягти успіхів у навчанні завдяки ідеальним результатам на письмових тестах та додатковим балам, заробленим під час полювання на монстрів у підземеллі академії. Проте лише небагато хто знає його справжню силу, адже те, чого йому бракує в магії, він компенсує фехтуванням, здатним перемагати навіть тих монстрів, з якими не справляються найсильніші чаклуни.
Просуваючись до своєї мети, Вілл зустрічає друзів і ворогів, а його справжня сила поступово відкривається світові, змінюючи його до самих основ.

## Персонажі

### Головні герої
Вілл Серфорт (яп. ウィル・セルフォルト, Wiru Seruforuto)
Сейю: Кохей Амасакі (оригінал), Корі Вайлдер, Аманда Гаель  (англійський дубляж)
Головний герой. Шестикурсник Магічної академії Рігарден, якого зневажають однокурсники через відсутність магічних здібностей. Дитячий друг Елфарії, членкині вандерів, від якої його відділила різниця у статусі. Поклявшись колись возз'єднатися з нею, він прагне набрати достатньо балів, щоб закінчити академію та приєднатися до неї у Льодовій фракції. Однак після випуску його замість цього рекрутують у Громову фракцію. Попри нездатність використовувати магію, Вілл є блискучим знавцем теорії та винятковим фехтувальником, здатним протистояти суперникам, побачивши їхні атаки лише раз. Згодом він відкриває в собі здатність «Wis», яка дозволяє йому поглинати чужу магію та вливати її у свій меч.
Елфарія Альбіс Серфорт (яп. エルファリア・アルヴィス・セルフォルト, Erufaria Aruvisu Seruforuto)
Сейю: Акіра Секіне (оригінал), Келсі Круз (англійський дубляж)
Дитяча подруга Вілла. Геніальна магиня, яка стрімко піднялася по щаблях і стала наймолодшою в історії вандеркою, очоливши Льодову фракцію. Проте насправді вона ледарка, що звалює свої обов'язки на підлеглих і проводить дні в очікуванні, коли Вілл виконає їхню обіцянку возз'єднатися. Спеціалізується на льодовій магії й створила дванадцять унікальних заклинань — безпрецедентне досягнення.

### Допоміжні персонажі
Колетт Луар (яп. コレット・ロワール, Koretto Rowāru)
Сейю: Сатомі Амано (оригінал), Корі Петті (англійський дубляж)
Однокурсниця Вілла та одна з його небагатьох друзів. Вона закохана в нього, що очевидно для всіх, крім самого Вілла, але занадто сором'язлива, щоб зізнатися. Постійно хвилюється за нього через ризиковані битви в підземеллі й втручається, коли його знущаються однокласники. Після випуску вступає до Земляної фракції, де згодом стає їхнім талісманом, що їй зовсім не подобається. Спеціалізується на магії землі й відома як «Принцеса Землі», хоча сама ненавидить це прізвисько.
Sion Ulster (яп. シオン・アルスター, Shion Arusutā)
Сейю: Масаакі Мізунака (оригінал), Брендон Акоста (англійський дубляж)
Один із однокласників Вілла, який колись знущався з нього через відсутність магічного таланту. Однак після того, як Вілл врятував його від монстра та продемонстрував свою справжню силу, Сіон почав вважати його своїм суперником, хоча це змагання одностороннє. Він також має нерозділені почуття до Колетт, що лише посилює його суперництво з Віллом. Спеціалізується на магії вогню, а його майстерність значно зросла з початком суперництва з Віллом. Після випуску приєднується до Вогняної фракції.
Юліус Рейнберг (яп. ユリウス・レインバーグ, Yuriusu Reinbāgu)
Сейю: Тецуя Какіхара (оригінал), Аарон Майкл (англійський дубляж)
Один із трійки найкращих учнів курсу. Як дворянин, він спочатку був вкрай зарозумілим, принижуючи слабших за статусом і силою. Однак після того, як Вілл публічно його переміг, Юліус змінився й навіть погодився співпрацювати з ним заради випуску. Спеціалізувався на магії льоду й був єдиним, хто зміг відтворити одне з унікальних заклинань Елфарії. Після випуску вступив до Льодової фракції, але згодом загинув від рук таємничого серійного вбивці.
Вігнол Ліндор (яп. イグノール・リンドール, Igunōru Rindōru)
Сейю: Кенго Каваніші (оригінал), Блейк Макнамара (англійський дубляж)
Один із трійки найкращих учнів курсу. Ельф, якого зневажали через те, що його магія вважалася слабкою за стандартами академії. Спочатку поводився зарозуміло, але після того, як Вілл допоміг йому подолати власні сумніви, почав його поважати. Дитячий друг однієї з вандерок, Еленор, що нагадує стосунки Вілла й Елфарії. Після випуску приєднався до фракції Фантазії, що складається виключно з ельфів. Спеціалізується на магії вітру й ілюзій, а згодом навчився використовувати унікальну здатність своєї раси — перетворювати ілюзії на реальність.
Lihanna Owenzaus (яп. リアーナ・オーウェンザウス, Riāna Ōuenzausu)
Сейю: Lynn (оригінал), Ерін Келлі Ноубл (англійський дубляж)
Одна з трійки найкращих учнів курсу, яка прагне стати вандеркою, щоб врятувати свою дворянську родину від занепаду. Доволі відсторонена й ніколи не брала участі у знущаннях над Віллом, радше просто ігнорувала його. Дізнавшись про його справжню силу, об'єдналася з ним, Сіоном, Юліусом і Вігнолом для випуску. Після випуску вступила до Громової фракції разом із Віллом.  Бойова магиня, відома як «магічний лицар», спеціалізується на магії блискавки, використовуючи її для посилення своїх фізичних можливостей.
Рості Науман (яп. ロスティ・ナウマン, Rosutii Nauman)
Студент Рігардену й сусід Вілла по кімнаті, який зізнавався у коханні до нього та мав злегка андрогінну зовнішність. Загинув під час теракту на Різдво, після чого його тіло розсипалося, немов крига, що натякає на його справжню природу — він міг бути гендерно-зміненою копією Елфарії, створеною нею ж і дистанційно керованою через магію. Був талановитим магічним артефактором, створював чарівні предмети для Вілла.
Кікі (яп. キキ)
Сейю: Аой Інасе (оригінал), Лінсі Хейл (англійський дубляж)
Домашній фамільяр Вілла, карбункул, здатний використовувати відбивальну магію.

### Вчителі
Воркнер Норграм (яп. ワークナー・ノーグラム, Wākunā Nōguramu)
Сейю: Томокадзу Секі (оригінал), Джим Форонда (англійський дубляж)
Викладач Магічної академії Рігардену, який вірить у потенціал Вілла й стежить за його прогресом у підземеллі. Спеціалізується на роботі з магічними фамільярами.
Едвард Серфенс (яп. エドワルド・セルフェンス, Edowarudo Serufensu)
Сейю: Кодзі Юса (оригінал), Філ Парсонс (англійський дубляж)
Викладач Магічної академії Рігардену, відомий своєю суворістю. Колись сам прагнув стати вандером, але зазнав невдачі. Через це намагається переконати Вілла відмовитися від своєї мети, не бажаючи, щоб той повторив його долю, навіть якщо для цього доведеться саботувати його зусилля. Найсильніший викладач академії, спеціалізується на магії темряви.
Колдрон Анув (яп. コルドロン・アヌーブ, Korudoron Anūbu)
Сейю: Рейко Сузукі
Директорка Магічної академії Рігардену. Їй 64 роки, проте завдяки магії вона може виглядати значно молодшою, що дозволяє їй вести подвійне життя. Допомагає Віллу тренуватися й оволодіти Wis, щоб справити враження на розвідників і вступити до фракції.

## Медіа

### Манґа
Написана Фудзіно Оморі та ілюстрована Тоші Аоі, Wistoria: Wand and Sword почала виходити в сьонен-журналі Bessatsu Shōnen Magazine від Kodansha 9 грудня 2020 року. Перша частина серії завершилася 8 травня 2023 року. Станом на листопад 2024 року випущено 11 томів танкобонів.
Під час панелі на Anime NYC Kodansha USA оголосила, що отримала ліцензію на англомовне видання манґи, перший том вийшов у четвертому кварталі 2022 року.
| №  | Дата виходу      | ISBN                   |
| -- | ---------------- | ---------------------- |
| 1  | 9 квітня 2021    | ISBN 978-4-06-522519-6 |
| 2  | 6 серпня 2021    | ISBN 978-4-06-524474-6 |
| 3  | 9 грудня 2021    | ISBN 978-4-06-526275-7 |
| 4  | 8 квітня 2022    | ISBN 978-4-06-527520-7 |
| 5  | 9 вересня 2022   | ISBN 978-4-06-529143-6 |
| 6  | 6 січня 2023     | ISBN 978-4-06-530335-1 |
| 7  | 8 червня 2023    | ISBN 978-4-06-531874-4 |
| 8  | 6 жовтня 2023    | ISBN 978-4-06-533145-3 |
| 9  | 8 лютого 2024    | ISBN 978-4-06-534548-1 |
| 10 | 7 червня 2024    | ISBN 978-4-06-535800-9 |
| 11 | 8 листопада 2024 | ISBN 978-4-06-537045-2 |
| 12 | 8 березня 2025   | ISBN 978-4-06-538727-6 |

### Аніме
Аніме-адаптацію було анонсовано в лютому 2024 року. Серіал створений студіями Actas і Bandai Namco Pictures, режисером і сценаристом виступив Тацуя Йосіхара, дизайн персонажів розробила Саяка Оно, а музику написав Юкі Хаяші. Аніме виходило з 7 липня по 29 вересня 2024 року на TBS та її афілійованих каналах. Початковою темою є «Fire and Fear» у виконанні Penguin Research, а завершальною темою є «Frozen» у виконанні True. Crunchyroll транслював серіал. Muse Communication ліцензувала серіал у Південно-Східній Азії.

Після виходу останнього епізоду було оголошено другий сезон, який планується на 2026 рік.
| № серії | Назва серії | Режисер(и)                        | Режисер(и) анімації          | Оригінальна дата показу |
| ------- | --- | --------------------------------- | ---------------------------- | ----------------------- |
| 1       | «Наче самотній меч» Транслітерація: «Ichi Furi no Tsurugi no Yōni» (яп. 一振りの剣のように)                         | Тацуя Йосіхара Масакадзу Йошімото | Тацуя Йосіхара               | 7 липня 2024            |
| 2       | «Немов безстрашний» Транслітерація: «Fukutsu no Gotoku» (яп. 不屈のごとく)                                          | Такахіко Усуї                     | Такахіко Усуї Ісута          | 14 липня 2024           |
| 3       | «Порядок і спостерігач»                                                                                             | Аятака Танемура                   | Аятака Танемура              | 21 липня 2024           |
| 4       | «Напередодні великого фестивалю» Транслітерація: «Taisai Zen'ya» (яп. 大祭前夜)                                     | Такаші Кодзіма                    | Масаші Ікеда                 | 4 серпня 2024           |
| 5       | «Підняти стартовий пістолет» Транслітерація: «Gōhō o Ageyo» (яп. 号砲を上げよ)                                      | Моріхіто Абе                      | Моріхіто Абе                 | 11 серпня 2024          |
| 6       | «Між гордістю і пристрастю» Транслітерація: «Kyōji to Netsujō no Ma» (яп. 矜持と熱情の間)                           | Хідеакі Накано                    | Хідеакі Накано               | 18 серпня 2024          |
| 7       | «Дванадцять таємних чарів льоду, El Glace Fross» Транслітерація: «Eru・Gurasu・Furōsu» (яп. エル・グラス・フロース) | Такахіко Усуї                     | Такахіко Усуї                | 25 серпня 2024          |
| 8       | «Може, зустрінемося?»                                                                                               | Такахіро Інокіда                  | Такахіро Інокіда             | 1 вересня 2024          |
| 9       | «Практика починається» Транслітерація: «Jisshū Kaishi» (яп. 実習開始)                                               | Такаші Кодзіма                    | Іцукі Цучігамі               | 8 вересня 2024          |
| 10      | «Наші мрії» Транслітерація: «Bokutachi no Yume» (яп. ボクたちのユメ)                                                | Масакадзу Йошімото                | Тацуя Йосіхара               | 15 вересня 2024         |
| 11      | «Справжнє ім'я боягузів» Транслітерація: «Okubyō-sha no mana» (яп. 臆病者の真名)                                    | Масахіро Таката Кентаро Мізуно    | Хіронорі Танака              | 22 вересня 2024         |
| 12      | «Паличка та меч» Транслітерація: «Tsue to Tsurugi» (яп. 杖と剣)                                                     | Хідеакі Накано Такахіко Усуї      | Хідеакі Накано Такахіко Усуї | 29 вересня 2024         |